# Championnat de Slovaquie de football 1999-2000
Navigation
Saison précédente Saison suivante
La saison 1999-2000 du Championnat de Slovaquie de football était la 7e édition de la Slovak Superliga, le championnat de première division de Slovaquie. Les 16 meilleurs clubs du pays sont regroupés au sein d'une poule unique où chaque formation rencontre deux fois tous ses adversaires, à domicile et à l'extérieur. Du fait du passage de la Superliga de 16 à seulement 10 clubs la saison prochaine, les sept derniers du classement sont relégués et remplacés par le club champion de D2.
L'Inter Bratislava finit en tête du championnat et remporte le tout premier titre de champion de Slovaquie de son histoire. Il termine avec 9 points d'avance sur le 1.FC Kosice. L'Inter Bratislava réalise d'ailleurs le doublé Coupe-championnat en battant le 1.FC Kosice en finale de la Coupe de Slovaquie.

## Les 16 clubs participants
| - Slovan Bratislava - Inter Bratislava - FC Senec - Promu de D2 - FK ZTS Dubnica - Tatran Presov - Spartak Trnava - AS Trencin - MSK Zilina | - MFK Kosice - MFK Ružomberok - Dukla Banska Bystrica - FC Chemlon Hummené - FK Banik Prievidza - FC Nitra - FK DAC 1904 Dunajská Streda - Promu de D2 - FC Artmedia Bratislava |

## Compétition

### Classement
Le barème de points servant à établir le classement se décompose ainsi :
- Victoire : 3 points
- Match nul : 1 point
- Défaite : 0 point

| Rang | Équipe                          | Pts | J  | G  | N  | P  | Bp | Bc | Diff |
| ---- | ------------------------------- | --- | -- | -- | -- | -- | -- | -- | ---- |
| 1    | Inter Bratislava (C)            | 70  | 30 | 21 | 7  | 2  | 65 | 16 | +49  |
| 2    | 1.FC Kosice                     | 61  | 30 | 19 | 4  | 7  | 57 | 31 | +26  |
| 3    | Slovan Bratislava (T)           | 57  | 30 | 16 | 9  | 5  | 52 | 18 | +34  |
| 4    | Spartak Trnava                  | 53  | 30 | 15 | 8  | 7  | 38 | 21 | +17  |
| 5    | AS Trenčín                      | 47  | 30 | 13 | 8  | 9  | 38 | 29 | +9   |
| 6    | Tatran Prešov                   | 47  | 30 | 14 | 5  | 11 | 38 | 42 | -4   |
| 7    | MFK Ružomberok                  | 46  | 30 | 13 | 7  | 10 | 29 | 26 | +3   |
| 8    | MSK Zilina                      | 41  | 30 | 12 | 5  | 13 | 39 | 37 | +2   |
| 9    | FC Artmedia Petržalka           | 39  | 30 | 11 | 6  | 13 | 43 | 48 | -5   |
| 10   | FC Senec (P)                    | 37  | 30 | 9  | 10 | 11 | 33 | 36 | -3   |
| 11   | HFC Hummené                     | 37  | 30 | 9  | 7  | 14 | 31 | 43 | -12  |
| 12   | FK ZTS Dubnica                  | 34  | 30 | 10 | 7  | 13 | 25 | 35 | -10  |
| 13   | FC Nitra                        | 28  | 30 | 8  | 4  | 14 | 24 | 44 | -20  |
| 14   | FK DAC 1904 Dunajská Streda (P) | 27  | 30 | 6  | 9  | 15 | 24 | 42 | -18  |
| 15   | Dukla Banska Bystrica           | 23  | 30 | 7  | 2  | 21 | 27 | 53 | -26  |
| 16   | FK Banik Prievidza              | 22  | 30 | 6  | 4  | 20 | 29 | 71 | -42  |

|  | Qualifié pour la Ligue des Champions 2000-2001                                            |
|  | Qualifié pour la Coupe UEFA 2000-2001                                                     |
|  | Qualifié pour la Coupe Intertoto 2000                                                     |
|  | Relégation en deuxième division                                                           |
|  | (T) : Tenant du titre (C) : Vainqueur de la Coupe de Slovaquie (P) : Promu de 2e division |

## Bilan de la saison
| Championnat de Slovaquie de football 1999-2000 | |
| Champion                                       | Inter Bratislava (1er titre)                                                                                 |
| Coupes et trophées                             | |
| Vainqueur de la Coupe de Slovaquie 1999-2000   | Inter Bratislava                                                                                             |
| Qualifications continentales                   | |
| Ligue des champions 2000-2001                  | Inter Bratislava                                                                                             |
| Coupe UEFA 2000-2001                           | Slovan Bratislava                                                                                            |
| Coupe UEFA 2000-2001                           | 1.FC Kosice                                                                                                  |
| Coupe Intertoto 2000                           | AS Trencin                                                                                                   |
| Promotions et relégations                      | |
| Promus en Slovak Superliga                     | Matador Puchov                                                                                               |
| Relégués en Slovak First League                | FC Senec HFC Hummené FK ZTS Dubnica FC Nitra Dukla Banska Bystrica HFK Prievidza FK DAC 1904 Dunajská Streda |